# Ruizodendron ovale
Ruizodendron ovale là loài thực vật có hoa thuộc họ Na. Loài này được (Ruiz & Pav.) R.E. Fr. miêu tả khoa học đầu tiên năm 1936.